# 高橋伸顕
高橋 伸顕（たかはし のぶあき、1977年7月21日 - ）は、日本の元俳優。群馬県出身。かつてぱるエンタープライズ、宝井プロジェクトに所属していた。

## 略歴
1996年、『イタズラなKiss』で山口マサ役として俳優デビュー。
1998年、『星獣戦隊ギンガマン』のヒカル / ギンガイエロー役を演じた。
引退を経て2008年に芸能界へ復帰。復帰後は宝井プロジェクトに所属していたが、後に同事務所を退所。

## 人物・エピソード
実家は自動車関係の仕事を営んでおり、自身も3級自動車整備士の資格を取得している。
釣りが趣味で、『ギンガマン』時代は共演者の照英とよく釣りに出かけていた。
『ギンガマン』で演じたヒカルはやせの大食いだが、これはオーディションの時に彼がそう言ったのでその役柄に決まったという。
『ギンガマン』メイン監督の田﨑竜太は、第2話の5人が駆けつけるシーンで高橋が毎回転び、NGを出して怒ったが寄りの撮影になったときに高橋の衣裳の靴が止まりにくいものであったことに気づき、クランクイン前に田﨑自身が「一番に駆けつけろ」と指示していたことを雪上で止まれないにもかかわらず忠実に頑張っていたのだと評価を改めたという。

## 出演

### テレビドラマ
- イタズラなKiss（1996年、テレビ朝日） - 山口マサ 役
- 星獣戦隊ギンガマン（1998年、テレビ朝日） - ヒカル / ギンガイエロー 役
- 牟田刑事官事件ファイル27 横浜〜南紀勝浦連続殺人！（1999年、テレビ朝日） - 大杉保 役
- 傷だらけのラブソング（2001年、フジテレビ）

### オリジナルビデオ
- スーパー戦隊シリーズ
  - 星獣戦隊ギンガマンスーパービデオひみつのちえの実（1998年） - ヒカル / ギンガイエロー 役
  - 星獣戦隊ギンガマンVSメガレンジャー（1999年） - ヒカル / ギンガイエロー 役
  - 救急戦隊ゴーゴーファイブVSギンガマン（2000年） - ヒカル / ギンガイエロー 役

### CM
- IDO
- 朝日ソーラー

### 舞台
- 窓の下の家
- COMMUNICATION（2004年）

### イベント
- 340プレゼンツ 黄祭（2004年）[6]